# Tom et Jerry et le Corbeau
Pour plus de détails, voir Fiche technique et Distribution.
Tom et Jerry et le Corbeau (Flirty Birdy) est le 21e court métrage d'animation de la série américaine Tom et Jerry réalisé par William Hanna et Joseph Barbera et sorti le 22 septembre 1945.